# NGC 3695
NGC 3695 (NGC 3698) é uma galáxia espiral barrada (SBbc) localizada na direcção da constelação de Ursa Major. Possui uma declinação de +35° 34' 32" e uma ascensão recta de 11 horas, 29 minutos e 17,3 segundos.